# Magnus (groupe)
Pour les articles homonymes, voir Magnus.
Magnus est un groupe belge de musique fondé par Tom Barman et CJ Bolland.

## Historique
Après avoir mis en suspens le groupe dEUS au début des années 2000, Tom Barman se rapproche du DJ anglais CJ Bolland pour fonder Magnus. De cette collaboration, sortira l'album The Body Gaves You Everything le 29 mars 2004. Plusieurs singles sortiront par la suite dont Summer's here et Rythm is defied qui seront utilisés dans la BO du film que Barman sortira une année auparavant, Any Way The Wind Blows. Le clip du single Jumpneedle remportera le prix du Meilleur Clip à l'Internationaal Kortifilmfestival de Louvain.
Après plusieurs rumeurs de reformation, Magnus fait son retour en septembre 2014 avec un nouvel album intitulé Where Neon Goes To Die. Plusieurs guests sont présents, dont la chanteuse brésilo-portugaise Blaya, Tom Smith du groupe anglais Editors, David Eugene Edwards de groupe 16 Horsepower et Woven Hand mais aussi Tim Vanhamel et Selah Sue,.

## Discographie
- 2004 : The Body Gave You Everything (avec la participation de Tim Vanhamel (Millionaire), du bassiste Tomas De Smet (Zita Swoon), de David Eugene Edwards (16 Horsepower) et du saxophoniste Peter Vermeersch).
- 2014 : Where Neon Goes To Die